# Hockey Club du Fresnoy (rink hockey)
Pour les articles homonymes, voir HCF.
Actualités
Hockey Club du Fresnoy est un club omnisports de Tourcoing, dans le département du Nord, dans la région Hauts de France. Cet article traite de sa section rink hockey multiple championne de France.

## Repères historiques
Le club est fondé en 1911. En 1912, le club est notamment composé de joueurs tels que Stral, Alexandre Dobigies et S. Lazon. 
Le club est en mesure de proposer en 2009 un tournoi auquel participe des clubs venant de quatre autres pays européens, ainsi que la participation de l'équipe de France jeune. L'équipe première est alors entrainer par Régis Vermeulen, et parvient à recruter Albert Pons, un joueur du club espagnol d'Igualadad.
En 2013, Tourcoing organise la finale-four de la coupe de France de l'édition 2013, il s'agit alors de la première fois que l'événement est attribué par la fédération à un club dont l'équipe première évolue à un niveau inférieur. L'année suivante, Tourcoing obtient l'organisation du Mondial féminin 2014 durant lequel l'équipe de France féminin défend son titre acquis en 2012. Il s'agit de la 12e édition de cette compétition dont la délégation s'est élevée à 150 joueuses. 
En 2016, les résultats ne sont pas présents, l'équipe est en cours de saison en position de relégable. 
Jean-Pierre Debatte succède à Isabelle Cottel à la présidence du club.
Les recrutements de Lucas Demey, joueur formé à Saint-Omer, ainsi que Sebastian Vicuna, gardien argentin permettent au club qui évolue en Nationale 2 en 2019 de progresser. Le club est ainsi capable de battre des équipes bretonnes tel que Créhen qui jouait en Nationale 1 en 2018-2019, et est en concurrence direct au classement avec Cestas. À l'issue de la saison, le club qui devait accueillir des compétitions régionales et nationales jeunes, mais celles-ci sont annulées en raison de l'épidémie de covid.

## Infrastrcture
L'équipe du club joue au sein du complexe sportif Léo Lagrange, une salle construite entre 1975 et 1984 et qui dispose d'un terrain synthétique de 40 m par 20 m comprenant une capacité de 340 places.

## Palmarès

### Équipe Senior
L'équipe senior du Hockey Club du Fresnoy évolue en National 2. 
Elle termine la saison 2018-2019 vice championne de France de National 3.

#### Parcours en coupe de France
2013/2014 : Éliminé en seizième de finale face à Noisy (4-8)

2012/2013 : Éliminé en seizième de finale face à Noisy (2-6)

2009/2010 : Éliminé en huitième de finale face à Noisy (5-6)

2008/2009 : Éliminé en tour préliminaire face à Saint-Omer (1-5)

2007/2008 : Éliminé en huitième de finale face à Saint-Omer (1-9)

2006/2007 : Éliminé en quart de finale face à La Vendéenne (5-2)

2005/2006 : Éliminé en seizième de finale face à Noisy (3-6)

2004/2005 : Éliminé en seizième de finale face à Noisy (18-1)

## Effectif 2019-2020
| Nom              | Poste           | Nationalité sportive |
| VICUNA Sebastian | Gardien         | Argentine            |
| MENDES Mickaël   | Joueur de champ | France               |
| OLIVEIRA Ismaël  | Joueur de champ | France               |
| MORA Arthur      | Joueur de champ | France               |
| DEMEY Lucas      | Joueur de champ | France               |
| DURIEZ Etienne   | Joueur de champ | France               |
| LULA Jordan      | Joueur de champ | France               |
| RENARD François  | Joueur de champ | France               |
| MENDES Marco     | Joueur de champ | France               |
| TURPYN David     | Joueur de champ | France               |
| FERET Alexandre  | Gardien         | France               |
| GUILLEN Pierre   | Entraineur      | France               |